# Eis-Hennig

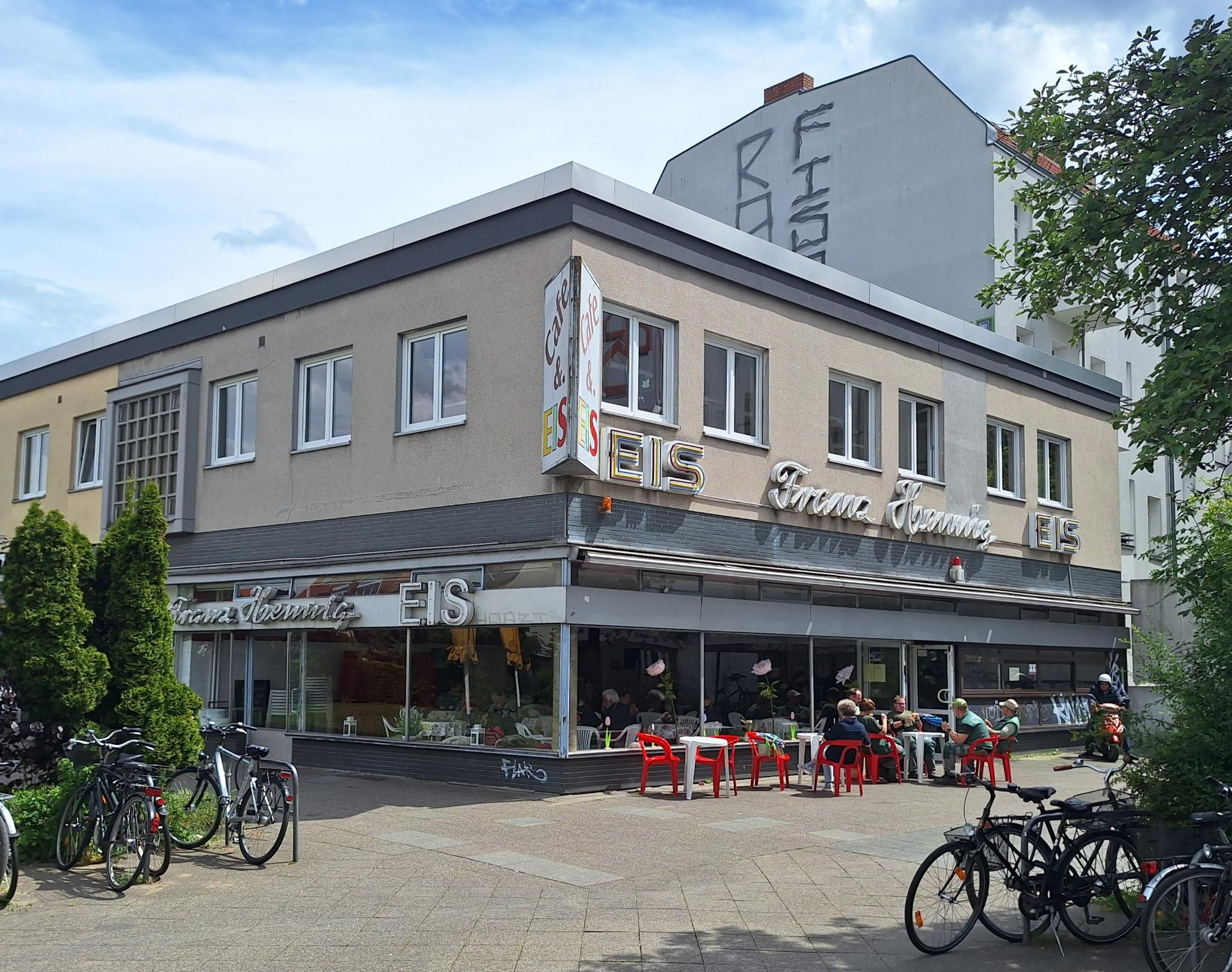
Die letzte Eis-Hennig-Filiale
am U-Bahnhof Alt-Mariendorf, 2025

Unter dem Namen Eis-Hennig ist eine nach ihrem Begründer Franz Hennig (1906–1986) benannte Berliner Eisdielenkette vor allem im Südwesten Berlins bekannt. Sie zählt zu den ältesten Eisdielen Berlins. Derzeit wird nur noch eine Filiale betrieben.

## Geschichte
Eis-Hennig wurde 1930 von Franz Hennig, noch zusammen mit seinem Bruder Alois Hennig, in Berlin-Steglitz gegründet, zwei Jahre nach Eröffnung der ersten Eisdiele Berlins (Eiscafé Monheim in der Wilmersdorfer Blissestraße 12). In den Adressbüchern war der Betrieb, der zunächst mehrfach die Adresse wechselte, als Geflügel- und Wildfleisch-Handlung eingetragen; der Eisverkauf bot sich als saisonale Ergänzung in den Sommermonaten an. Noch vor Kriegsbeginn kehrten beide Brüder nach Ostpreußen zurück.
Nach dem Zweiten Weltkrieg wurde das Unternehmen von Franz Hennig in Berlin wieder neu aufgebaut. Er kam 1949 aus sowjetischer Kriegsgefangenschaft zurück und eröffnete noch im selben Jahr eine erste neue Filiale am Steglitzer Damm 17 in Steglitz (damals noch unter der Adresse Mariendorfer Straße 49). Wenige Jahre später folgte die zweite Filiale am Tempelhofer Damm 134 in Tempelhof. Sein Unternehmen expandierte und etablierte sich vor allem im Südwesten Berlins, wo sich die Kette bis in die 1980er Jahre großer Popularität erfreute. 
Direkt am 1966 eröffneten U-Bahnhof Alt-Mariendorf gelegen, wurde die dritte Filiale am Mariendorfer Damm 143 eröffnet, sie ist erstmals im Berliner Telefonbuch 1969 aufgeführt. Mitte der 1970er Jahre entstand die vierte Filiale in der Breiten Straße 35 in Schmargendorf.

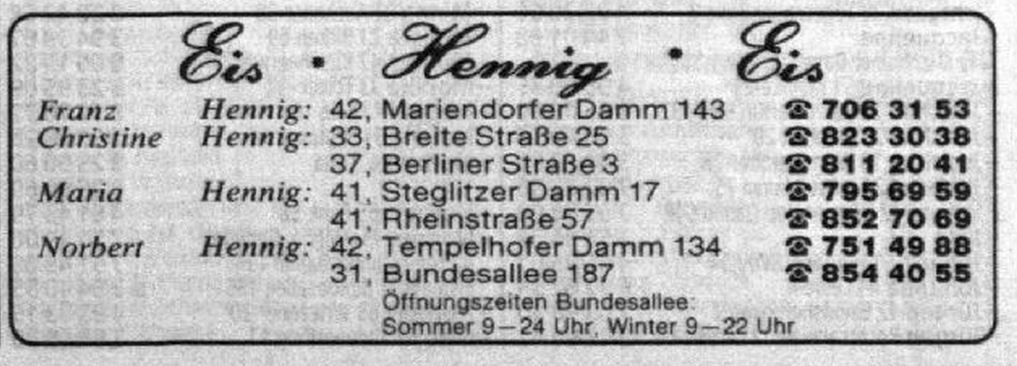
Eis-Hennig-Filialen
im Berliner Telefonbuch 1987

In den 1980er Jahren übergab Franz Hennig den Betrieb der Eisdielenkette schrittweise an die Kinder Christine, Norbert und Maria; er starb im Oktober 1986. Die Kinder eröffneten weitere Filialen in der Bundesallee 186–187 in Wilmersdorf, in der Berliner Straße 3 in Zehlendorf, in der Rheinstraße 57 in Friedenau und am Kurfürstendamm 129b in Charlottenburg. Nach 1990 folgten zwei weitere Filialen in der Beusselstraße 72 in Moabit und in der Hasenheide 107 in Neukölln. 
Ab Juli 1995 betrieb das Unternehmen sogar eine Filiale in der aus früherer Zeit berühmten Mokka-Milch-Eisbar in der Karl-Marx-Allee im ehemaligen Ostteil Berlins.
In der Spitze hatte die Kette elf Filialen, Stand 2007 gab es zehn Eis-Hennig-Eisdielen, davon sieben von der Familie betrieben, 2018 nur noch zwei. Die seit 2018 als Eis-Pfennig auftretende Filiale am Tempelhofer Damm 134 schloss Ende 2022. Die Eisdiele am U-Bahnhof Alt-Mariendorf ist die letzte verbliebene Filiale und wird von Nadja Müller-Hennig betrieben.

## Besonderheiten

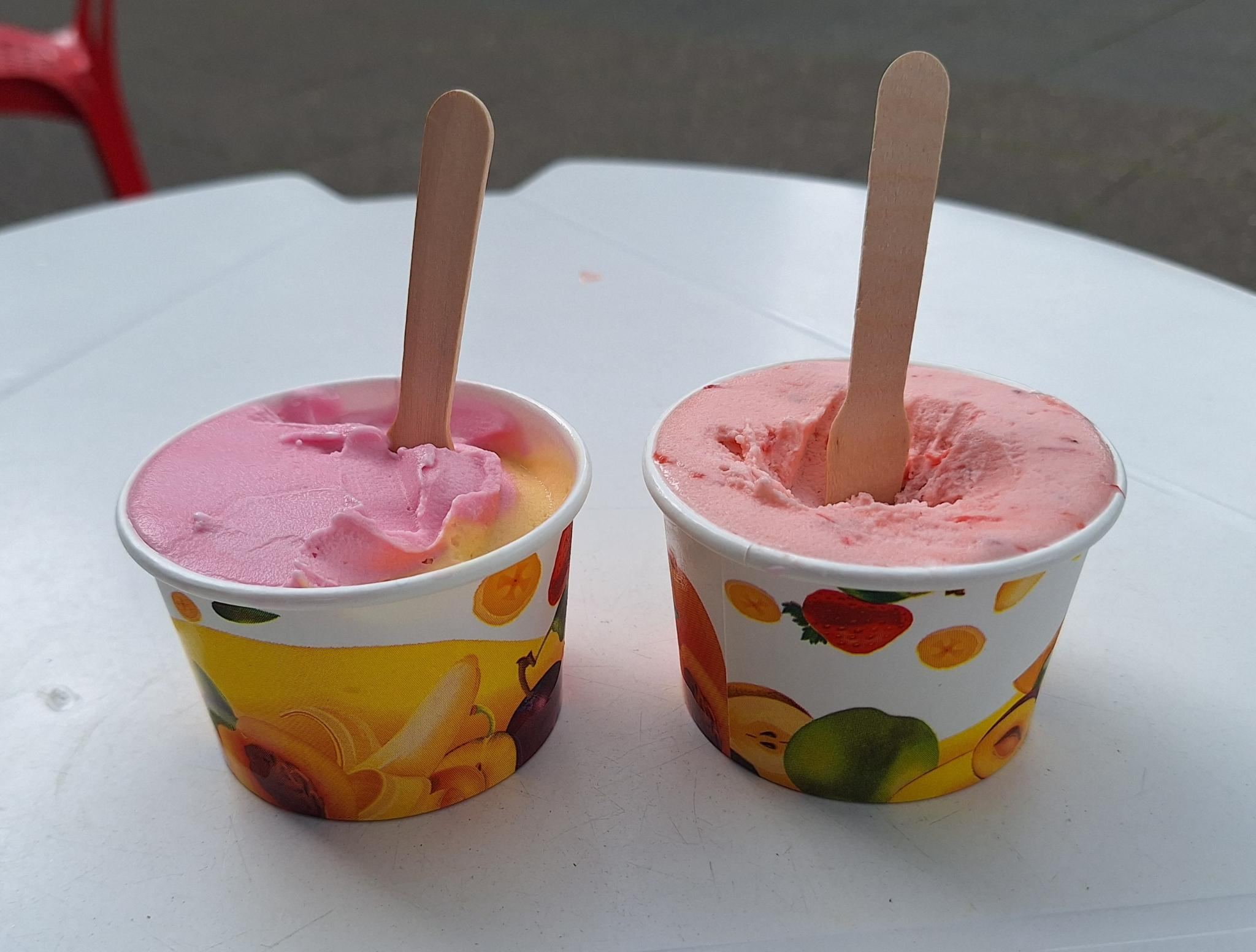
Hennig-Eis im Pappbecher, 2025

Die Hennig-Eisdielen zeichnen sich dadurch aus, dass das Eis dort nicht in Kugeln portioniert wird, sondern die einzelnen Sorten mit einem Spatel in Schichten randvoll in Pappbecher gestrichen werden. Direkt hinter den Bedientheken befinden sich die für jedermann sichtbaren Eismaschinen, die zur ständigen Eisproduktion bereitstehen.